# Lohner E
A Lohner E osztrák fejlesztésű kétüléses felderítő vízi repülőgép (repülőcsónak) volt az első világháborúban.

## Fejlesztése
A Lohner E (ezzel a kóddal a haditengerészet illette, a gyári kódja Lohner M volt) a bécsi Lohner-Werke első vízi repülőgépe volt. Terveit Karl Paulal, Igo Etrich és Josef Mickl mérnökök készítették és az úszótalpas megoldással szemben az Adrián jobban bevált repülőcsónak formát választották. Kétfedelű repülőgép volt, szárnyait kissé hátrafelé nyilazták és a felső szárny nagyobb volt az alsónál. Szerkezetük fából készült és lakkozott vászonnal borították őket. A két szárnyat négy-négy, enyhén előredőlő tartóelem kötötte össze. Az alsó szárnyak végén széles, csepp keresztmetszetű úszótestek védték a felborulás ellen. A vízhűtéses, 85 lóerős Hiero motort a kétszemélyes pilótafülke fölött és mögött helyezték el és egy kétágú tolólégcsavart hajtott. A vezérsíkokat a törzs végén megemelten, egy rácstartóra szerelték.
Az első, E.16 jelzésű darab 1913. november 10-én végezte tesztrepülését. Szériáját Igo Etrich Tiszteletére E betűvel kódolták és 5 példány készült belőle. A későbbi szériákat 100 lóerős Mercedes, illetve Rhone-motorokkal látták el.
Gottfried von Banfield ászpilóta kérésére készült egy együléses vadászváltozata is a típusnak (ún. L.16). Ebbe 145 lóerős Hiero motor került, kivették a megfigyelő ülését és két, fixen előrenéző géppuskával fegyverezték fel. Banfield nyolc légi győzelmet ért el vele, de 1916 novemberében egy balesetben összetörte.

## Műszaki paraméterek
- személyzet: 2 fő (L.16-nál 1 fő)
- szárnyfesztávolság: 13 m (felső) 8,4 m (alsó)
- szárnyfelület: 31 m²
- törzshossz: 10,5 m (L.16-nál 9,2 m)
- magasság: 3,1 m
- üres súly: 580 kg
- felszállósúly: 900 kg
- csúcssebesség: 90 km/h (L.16-nál 140 km/h)
- emelkedés: 18 perc alatt 1000 méterre
- hatótáv: 500 km
- hajtómű: 1 db. 85 lóerős négyhengeres, soros, vízhűtéses Hiero motor (L.16-nál 145 lóerős, hathengeres Hiero)
- fegyverzet: 150 kg bomba (L.16-nál 2 db 8 mm-es 1907/12 M Schwarzlose géppuska)

## Rendszeresítő országok
- Osztrák–Magyar Monarchia